# Floyd Roberts
Pour les articles homonymes, voir Roberts.
Floyd Marion Roberts, né le 12 février 1900 à Jamestown (Dakota du Nord) et mort le 30 mai 1939 à l'hôpital méthodiste d'Indianapolis (Indiana), était un pilote automobile américain, vainqueur des 500 miles d'Indianapolis.

## Biographie
Sa première course en AAA eut lieu à Mines Field en 1934, et la dernière lors de l'Indy 500 de 1939.
Il trouva la mort lors de cette même course: sa voiture (la même que celle menée à la victoire la saison précédente) ayant quitté la piste en défonçant une barrière en bois à plus de 160 km/h au 106e tour lors d'une collision, il fut éjecté la tête la première contre un arbre.
Il a été le premier vainqueur, et également le premier du championnat AAA, à décéder en course. Il avait avant le départ émis le souhait d'arrêter la compétition une fois la ligne d'arrivée de l'IMS franchie.

## Titre
- American Championship car racing (AAA): 1938 (avec le team Lou Moore Burd Piston Ring).

(et 4e du championnat en 1935)

## Victoire en championnat AAA
(2 pole positions en 8 courses disputées, entre 1935 et 1939)
- 1935: pole positions à Altoona 100 et Ascot (en) 125;
- 1938: International 500 Mile Sweepstakes (Indy 500), sur Wetteroth-Miller de l'équipe de Lou Moore.

(nb: en 5 participations consécutives à l'Indy 500 de 1935 à 1939, il a aussi terminé 4e en 1935)